# Anton Kampschulte

Anton Kampschulte

Anton Kampschulte (* 25. Juli 1876 in Münster; † 17. Januar 1945 in Bochum) war ein deutscher Politiker (Zentrum).
Kampschulte besuchte die Volksschulen in Münster und Albachten im Landkreis Münster. Von 1890 bis 1893 absolvierte er eine Handwerkerlehre. Bis 1896 war er als Gehilfe tätig. Von 1896 bis 1898 war er beim Artillerieregiment 22 in Münster. 1899 begann er für die Reichspost zu arbeiten. 1907 gründete Kampschulte den Reichsverband Deutscher Post- und Telegraphen-Beamten, Bezirksverein Münster, dessen Vorsitzender er bis in die 1930er Jahre blieb.
Von 1914 bis 1918 nahm er als Unteroffizier am Ersten Weltkrieg teil. 1914 wurde er Stadtverordneter in Münster.
In den 1920er Jahren begann Kampschulte sich verstärkt in der katholischen Zentrumspartei zu engagieren. 1924 wurde er Stellvertretender Vorsitzender des Bezirkskartells Westfalen des Deutschen Beamtenbundes. Im September 1930 wurde er als Kandidat des Zentrums für den Wahlkreis 17 (Westfalen Nord) in den Reichstag gewählt, dem er in der Folge bis zum November 1933 angehörte. Das wichtigste parlamentarische Ereignis, an dem er in dieser Zeit beteiligt war, war die Verabschiedung des Ermächtigungsgesetzes, das unter anderem auch mit seiner Stimme beschlossen wurde. Daneben war Kampschulte auch zeitweise Mitglied des Westfälischen Provinziallandtages.